# Parafia Matki Bożej Miłosierdzia w Pilawicach
Parafia pw. Matki Bożej Miłosierdzia w Pilawicach – parafia rzymskokatolicka usytuowana w Pilawicach. Należy do dekanatu św. Wawrzyńca w Sochaczewie, który należy z kolei do diecezji łowickiej.

## Proboszczowie
- 2008 – ks. Jacek Kijewski
- 2008 – 2014 - ks. mgr lic. Rajmund Rzepkowski
- od 2014 – ks. mgr lic. Marcin Rutkowski